# SN 2005kx
SN 2005kx – supernowa typu II odkryta 26 listopada 2005 roku w galaktyce NGC 3197. W momencie odkrycia miała maksymalną jasność 17,30m.